# Ruidocollaris latilobalis
Ruidocollaris latilobalis is een rechtvleugelig insect uit de familie sabelsprinkhanen (Tettigoniidae). De wetenschappelijke naam van deze soort is voor het eerst geldig gepubliceerd in 2010 door Liu & Kang.